# Hochschule für evangelische Kirchenmusik Bayreuth

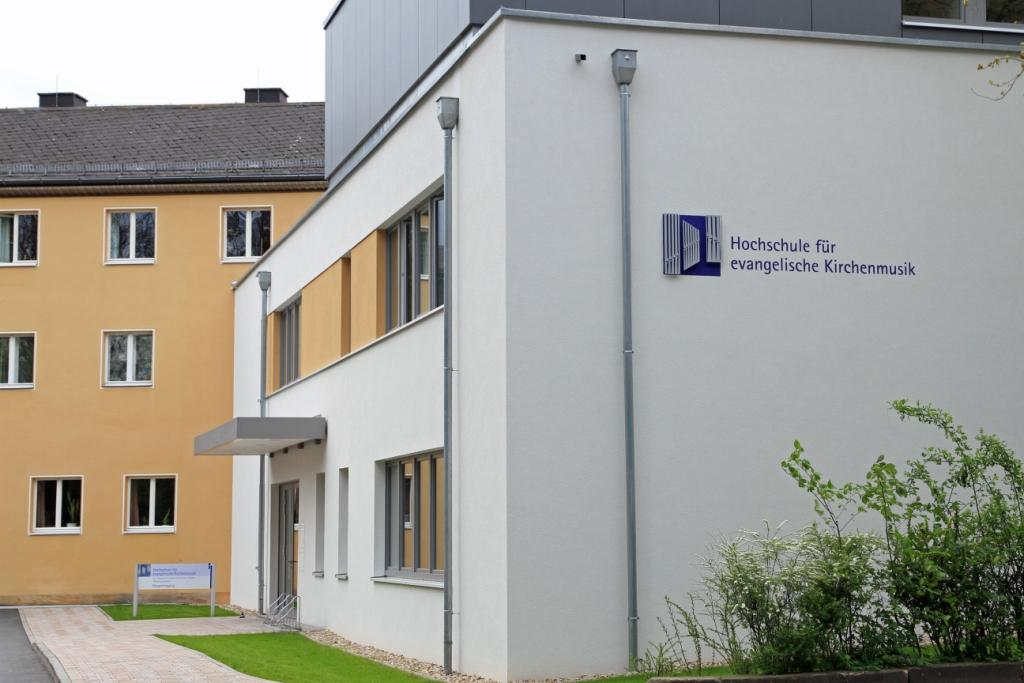
Wilhelminenstr 9

Die Hochschule für evangelische Kirchenmusik der Evangelisch-Lutherischen Kirche in Bayern ist eine staatlich anerkannte kirchliche Hochschule in Bayreuth in Bayern. Als Rektor der Hochschule wurde zum 1. Oktober 2023 Wolfgang Döberlein wiedergewählt, neu gewählte Prorektoren sind Timm Siering und Lucas Pohle.

## Geschichte
Die 1948 gegründete Kirchenmusikschule war zunächst in Erlangen provisorisch untergebracht und zog 1953 nach Bayreuth um. Das Vorgängerinstitut war die im Jahr 1921 von Heinrich Schmidt in Bayreuth gegründete „Privatorganistenschule“. In Bayreuth errichtete die Landeskirche 1953 ein speziell für die Zwecke der Kirchenmusikschule konzipiertes Gebäude, das gezielt für die Ausbildung von hauptberuflichen Kirchenmusikerinnen und Kirchenmusikern und die damit verbundenen räumlichen Anforderungen erbaut wurde. Im Jahr 2009 wurde ein neuer Erweiterungsbau eingeweiht.
Aus der ehemaligen Kirchenmusikschule wurde zunächst 1973 eine staatlich anerkannte Fachakademie. Im Jahr 2000 wurde durch die Landessynode die staatlich anerkannte Hochschule für Kirchenmusik als Nachfolgeinstitut der Fachakademie neu gegründet, zum Gründungsrektor wurde Kirchenmusikdirektor Karl Rathgeber berufen. Dieser verantwortete den Aufbau der Hochschule und leitete diese als mehrfach wiedergewählter Rektor bis zum 30. September 2011.

## Studiengänge
Seit dem Sommersemester 2013 wurden alle Studiengänge systematisch auf Bachelor und Master umgestellt.
Es werden folgende Studiengänge angeboten:

### Grundständig
- Bachelor of Music, Evangelische Kirchenmusik
- Bachelor of Music, Klavierpädagogik
- Bachelor of Music, Orgel
- Bachelor of Music, Dirigieren (Schwerpunkt Chorleitung)

### Postgradual
- Master of Music, Evangelische Kirchenmusik
- Master of Music, Instrumental-/Vokalpädagogik in den Studienrichtungen:
  - Klavier
  - Orgel
  - Stimmbildung
- Master of Music, Musikleitung instrumental/vokal in den Studienrichtungen:
  - Chorleitung
  - Kinder- und Jugendchorleitung
  - Bläserchorleitung
  - Ensembleleitung/Popularmusik

Außerdem nimmt die Hochschule die kirchenmusikalische C-Prüfung ab.

## Ausstattung
- Instrumente: acht Orgeln, 28 Klaviere und Flügel, fünf Cembali, ein Clavichord, Orff-Instrumentarium, Instrumente für die Popularmusik, Leihinstrumente Goll-Orgel

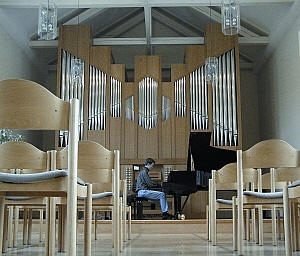
Goll-Orgel

- Wohnen: Studierendenwohnheim auf dem Hochschulgelände, 19 Einzelzimmer mit Verpflegung und Küchen für Selbstversorgung, Garten und Dachterrasse Rohlf-Orgel

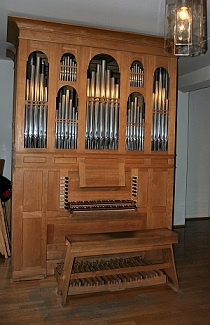
Rohlf-Orgel

- Bibliothek, Computer-Arbeitsplätze, neun Übungsräume mit Orgeln oder Klavier, 14 Unterrichtsräume, drei Aufenthaltsräume, zwei Studierzimmer und eine Kapelle. Verschueren-Orgel

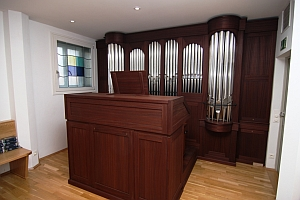
Verschueren-Orgel

## Lehrkräfte
- Thomas Albus (Gehörbildung, Tonsatz, Liturgisches Orgelspiel)
- Victor Alcántara (Jazz-Pop-Rock-Piano)
- Marie-Luise Alcántara, geb. Göbel (Klavier)
- Rainer Bayreuther (Musikgeschichte)
- Eckhard Bosch Waldhorn
- Johannes C. Brinkmann (Gehörbildung), Tonsatz
- Tomoko Cosacchi (Tastenmethodik)
- Wolfgang Döberlein (Klavier, Kammermusik)
- Michael Dorn (Orgel-Literaturspiel)
- Michael Falk (Orchesterleitung)
- Stefan Fraas (Orchesterleitung)
- Michael C. Funke (Partiturspiel)
- Reiner Gaar (Liturgisches Orgelspiel/Improvisation)
- Frank Gareis (Klarinette/Saxophon)
- Michael Gareis (Violoncello)
- Wolfram Graf (Komposition, Analyse)
- Nele Gramß (Gesang)
- Silvia Guhr ((†) Sprecherziehung)
- Steven Heelein (Chorleitung)
- Birgit Heller-Meisenburg (Blockflöte, Oboe)
- Katja Kellner (Trompete)
- Ulrich Knörr (Kirchen- und Berufskunde)
- Jan Kobow Gesang
- Margit Kovács Cembalo, Generalbass
- Felix Leibrand Posaune
- Christine Leibrand-Kügerl Harfe
- Michaela Maucher Gesang
- Angela Metzger (Orgel-Literaturspiel)
- Irene Mildenberger Liturgik
- Gerald Nienaber (Gitarre)
- Katja Nowak-Lotze (Querflöte)
- Lucas Pohle (Orgel-Literaturspiel, Liturgisches Orgelspiel/Improvisation)
- Johannes Potzel (Schlagzeug)
- Martin Riccabona Orgel
- Annette Rosenberg (Violine, Viola)
- Merle Roßner Orgelbau
- Jochen Roth (Popularmusik, Arrangement, E-Gitarre, Bandleitung)
- Dietrich Rusam (Theologische Grundlagen)
- Ingeborg Schilffarth Chorleitung
- Jan Schroeder (†) (Waldhorn)
- Timm Siering (Musikpädagogik/-wissenschaft, Schwerpunkt Musik in der Kirche)
- Magdalena Simon (Kinderchorleitung)
- Peter Stenglein (Liturgisches Orgelspiel)
- Franz Josef Szabo (Kontrabass)
- Michael Wessel (Klavier, Klavierliteraturkunde, Instrumentenkunde, Liedbegleitung)
- Irmhild Wicking Gesang und Gesangsmethodik
- Marko Zdralek (Tonsatz, Gehörbildung)
- Ute Ziemer Gesang, Sprecherziehung

## Profil der Hochschule
- Praxisnahes Studium mit besonderer pädagogischer Komponente.
- Regelmäßige Gottesdienstgestaltung unter studentischer Leitung.
- Eigener Hochschul-Kinderchor (2009 Kulturpreis der IHK Bayreuth).
- Regelmäßige Studientage und Sonderseminare mit auswärtigen Dozenten und Professoren.
- Studium der kurzen Wege und Übemöglichkeiten in der Hochschule und in drei Bayreuther Kirchen.
- Konzerte und Konzertreisen mit dem Hochschulchor.

## Finanzierung
Die Hochschule wird finanziert von der Evangelisch-Lutherischen Kirche in Bayern, vom Freistaat Bayern und der „Förderstiftung für die Hochschule für evangelische Kirchenmusik“.

## Bekannte Absolventen seit 1950
(Abkürzungen: B = B-Prüfung bzw. -Diplom, A = A-Prüfung, DML = Diplommusiklehrer, DM = Diplommusiker, FA = Fachakademie, KMS = Kirchenmusikschule, MA = master of music)
- KMD Thomas Albus (B 1988), Komponist, Professor für Musiktheorie und Gehörbildung, 2011 bis 2019 Rektor der Hochschule für evangelische Kirchenmusik Bayreuth
- KMD Andrea Balzer, geb. Eißele (B 1989), Stadtkantorin in Schweinfurt
- Jean Mondesir Benoit (B 2009, DML 2011), Kantor in Landsberg am Lech, Gospelchorleiter
- KMD Frank Bettenhausen (B 1990), Stadtkantor in Rudolstadt (Thür.)
- Cintia Bittencourt (B 2012, A 2016), Kantorin in Hamburg-Rahlstedt
- Martin Blaufelder (B 2008, A 2010), Stadtkantor in Kitzingen
- Klaus Bormann (B 1993), Kantor in Lichtenfels, Obfr. und Präsident des Verbandes evangelischer Kirchenmusikerinnen und Kirchenmusiker in Bayern
- Anna-Magdalena Bukreev, geb. Prell (B 2015), Kantorin am St. Michael Weiden i.d.Op.
- Bernd Dietrich (B 1969), langjähriger Dozent am Meistersinger-Konservatorium Nürnberg († 2015)
- KMD Helmut Duffe (B 1970), Komponist, langjähriger Musiklehrer beim Windsbacher Knabenchor († 2016)
- KMD Ruth Engelhardt (B 1950), langjährige Schriftleiterin von Gottesdienst und Kirche (G&K) († 2012)
- KMD Reiner Gaar (B 1981), Autor, Dozent für Orgelimprovisation an den Musikhochschulen Bayreuth und Würzburg
- Daniel Gárdonyi (B 2007, DML 2009), freischaffender Musiker
- KMD Christoph Georgii, (B 2002, DML 2004), Professor für Popularmusik an der Hochschule für Kirchenmusik Heidelberg und Beauftragter für Popularmusik Badische Landeskirche
- KMD Volker Gloßner (B 1991), Stadtkantor in Landshut
- Matthias Grünert (B 1997), Kantor an der Frauenkirche Dresden
- Michael Haag (B 1985), Stadtkantor in Weißenburg/By.
- Frank Hallmann (B 2000), Geschäftsführer des Plattenlabels Rondeau Production
- Monika Hofmann (B 1991), Professorin für Bäserarbeit an der Hochschule für Kirchenmusik Herford
- Waldram Hollfelder (B 1950), Komponist († 2017)
- Stefanie Hruschka-Kumpf (B 2005), Chorreferentin beim Verband evangelischer Chöre in Bayern
- Friedrich Kalb (B 1950), Kirchenmusiker, Theologe, 1965–1972 Direktor der KMS († 2008)
- Jens Korndörfer (B 2004), Associate Professor für Orgel an der Baylor University in Texas.
- Jörn Kuschnereit (B 1991), Kantor an der St.-Salvatoris-Kirche (Geesthacht) Geesthacht
- Laura Matuzaité-Kairene (B 2007), Präsidentin des evangelischen Kirchenmusikerverbandes in Litauen
- Peter Maus (B 1970), langjähriger Solist bei den Bayreuther Festspielen und Professor für Gesang an der Universität der Künste Berlin († 2022)
- Arnold Mehl (B 1971), Gründer und Leiter des Bach-Trompetenensemble München
- Michael Merkel (B 1999, DML 2001), Kantor am Kloster Loccum
- KMD Carl-Friedrich Meyer (B 1995, A 1998), Stadtkantor in Ansbach
- Jasmin Neubauer (B 2006, A 2008), Stadt- und Dekanatskantorin in Rothenburg o.d.T.
- Matthias Querbach (B 1997, A 2000), bis 2022 Kantor an der St.-Johannis-Kirche (Würzburg)
- Elisabeth Lehmann, geb. Polster (B 2007), Kantorin St. Markus, Hamburg-Hoheluft
- Teresa Pfefferkorn (MA 2020), Dozentin für Chorleitung an der Universität der Künste Berlin und der Hochschule für Musik und Theater „Felix Mendelssohn Bartholdy“ Leipzig
- Alexander Ploß (B 2001, A 2003), Kantor am „Bergmannsdom“ St.-Wolfgangs-Kirche (Schneeberg)
- Hans-Martin Rauch (B 1966), späterer Landeskirchenmusikdirektor
- Stefanie Hendel, geb. Richtscheid (B 2010, DM 2002), Kantorin an der Marienkirche (Großenhain)
- KMD Kerstin Schatz (B 1994), Kantorin an der Paulanerkirche (Amberg)
- Helmut Scheller (B 1950), 1973/74 Direktor der FA, späterer Orgeldozent am Meistersinger-Konservatorium Nürnberg († 2024)
- Jürgen-Peter Schindler (B 1955), Gründer des Orgelbaumuseum Schloss Hanstein Ostheim/Rhön († 1997)
- KMD Andreas Schmidt (B 1995, A 2002), Mitarbeiter beim Gottesdienstinstitut in Nürnberg und Kantor an der Augustana-Hochschule Neuendettelsau
- Hans Schott (B 1980), ehemaliger Schriftleiter von G&K
- KMD Georg Stanek (B 1996), Stadtkantor in Hof/By.
- KMD Peter Stenglein (B 1884), Stadtkantor in Coburg und Dozent für liturgisches Orgelspiel an der Hochschule für evangelische Kirchenmusik
- Zoltan Suho-Wittenberg (B 2014, A 2016), Stadt- und Dekanatskantor in Schwabach
- KMD Emanuel Vogt (B 1959), Komponist († 2007)
- KMD Klaus Wedel (B 1977), ehemaliger Präsident des Verbandes evangelischer Kirchenmusiker und Kirchenmusikerinnen in Bayern

## Ehrensenatoren
- Dieter Mronz, Oberbürgermeister a. D. der Stadt Bayreuth
- Friedrich Schmidt, Notar a. D. (†), Ehrenvorsitzender des Arbeitskreises für Evangelische Kirchenmusik (AEK)